# North Nibley
North Nibley è un villaggio e parrocchia civile dell'Inghilterra, appartenente alla contea del Gloucestershire.